# Nationale Luftfahrt-Universität
Die Nationale Luftfahrt-Universität (ukrainisch Національний авіаційний університет, englisch National Aviation University) ist eine Universität in der ukrainischen Hauptstadt Kiew.

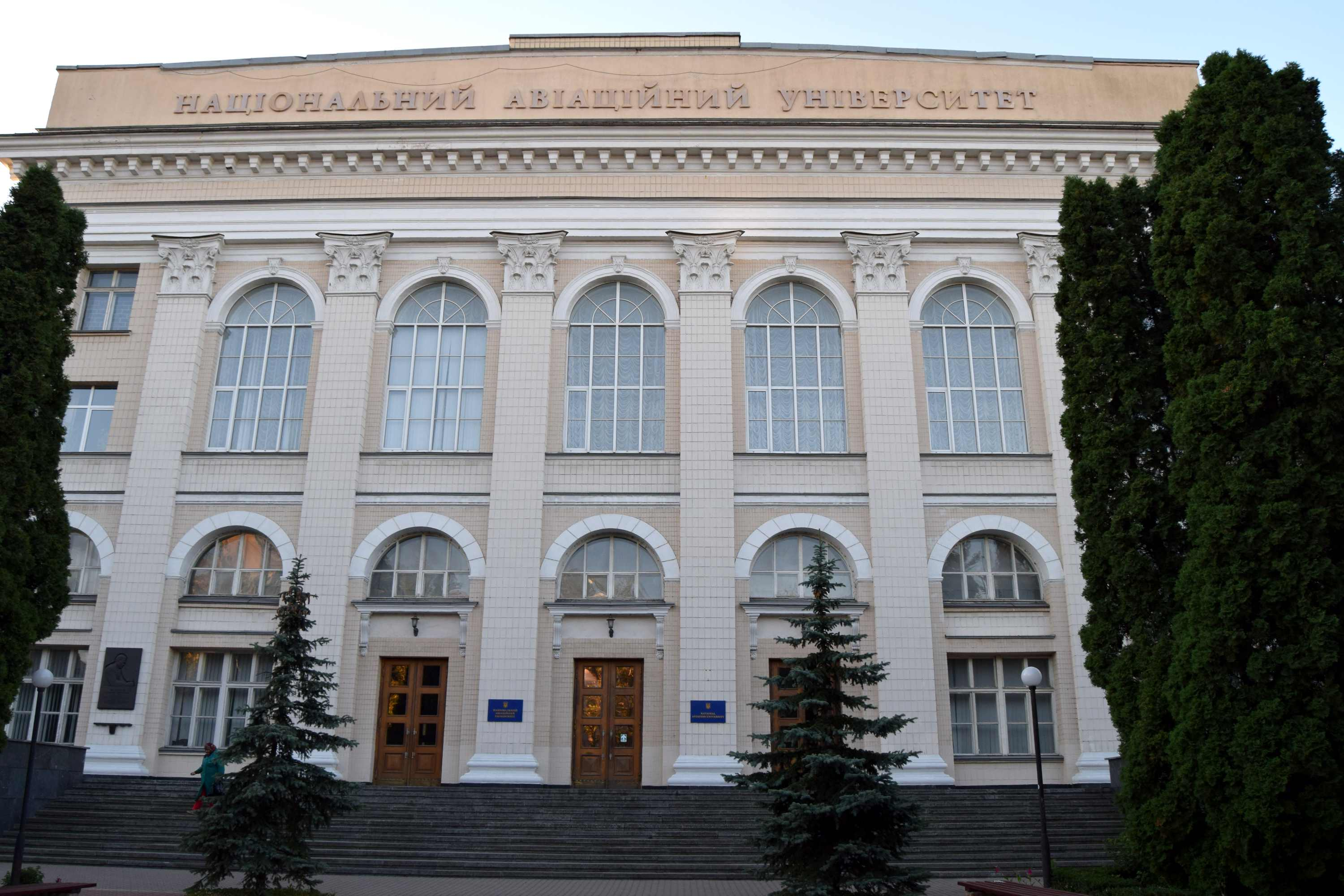
Denkmalgeschütztes Hauptgebäude der Universität

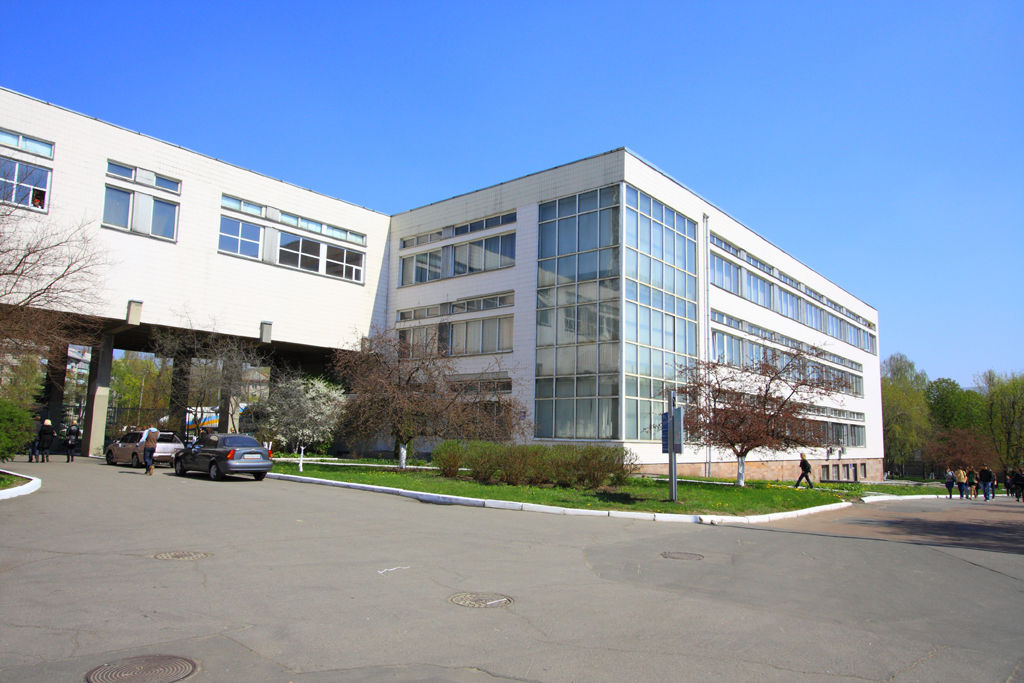
Hauptgebäude der Wissenschaftlichen und Technischen Bibliothek der Universität

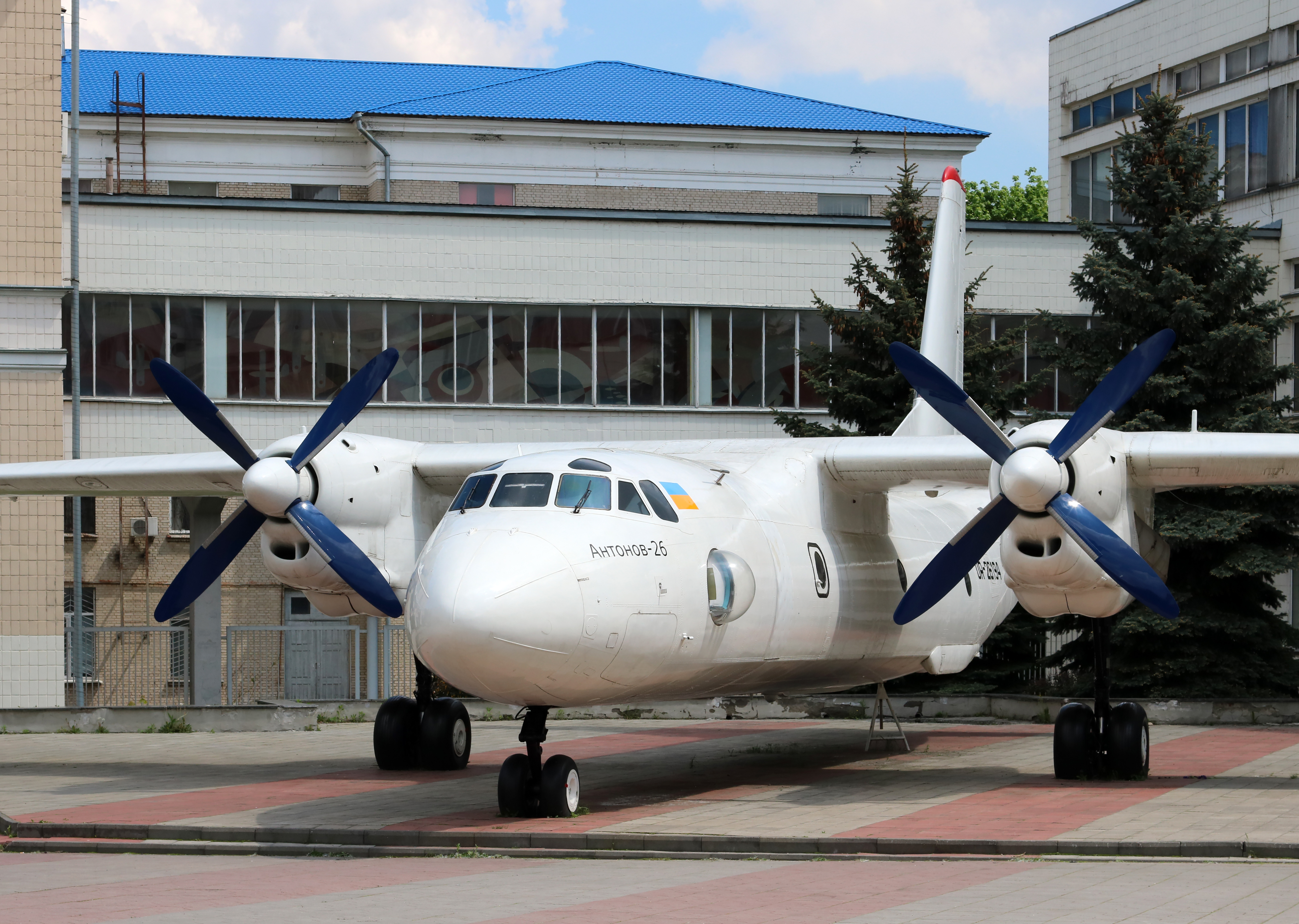
Antonow An-26 auf dem Universitätsgelände

Die 1933 gegründete Universität befindet sich im Rajon Solomjanka auf dem Ljubomyr-Husar-Prospekt Nr. 1 (пр. Любомира Гузара, 1).
Zu den Absolventen der Nationalen Luftfahrt-Universität zählen unter anderem Wladimir Tschelomei, ein Lenkwaffen- und Raketenkonstrukteur, und der ehemalige Präsident des Rates der Internationalen Zivilluftfahrtorganisation (ICAO) Olumuyiwa Benard Aliu. Der Flugzeugdesigner Oleg Antonow arbeitete über viele Jahre mit der Universität zusammen.
Die Universität besitzt einen der größten Flugausbildungshangars in Europa, einen Trainingsflugplatz, eine Anzahl von Fluggeräten sowie einen Unterschallwindkanal. Der Campus der Universität besteht unter anderem aus 11 Hörsälen, einer Mensa mit 1000 Sitzplätzen, einem Internetcafé, einem Studentenbistro, einem medizinischen Zentrum, einem Kultur- und Kunstzentrum mit einer Aula mit 1500 Sitzplätzen sowie einem Bildungs- und Sportgesundheitszentrum. Die Wissenschaftliche und Technische Bibliothek der Universität hat einen Bestand von mehr als 2,6 Millionen Büchern.

## Institute, Fakultäten
- ICAO-Institut
- Institut für internationale Zusammenarbeit und Bildung
- Institut für neue Technologien und Führung
- Pädagogisches und wissenschaftliches Institut für Weiterbildung
- Institut für innovative Bildungstechnologien
- Institut für Bildungsentwicklung
- Fakultät für Luft- und Raumfahrt
- Fakultät für Luftfahrt, Elektronik und Telekommunikation
- Fakultät für Architektur, Bau und Design
- Fakultät für Umweltsicherheit, Ingenieurwesen und Technologie
- Fakultät für Wirtschaftswissenschaften
- Fakultät für Cybersicherheit, Computer- und Softwaretechnik
- Fakultät für Linguistik und Sozialkommunikation
- Fakultät für Internationale Beziehungen
- Fakultät für Transport, Management und Logistik
- Rechtswissenschaftliche Fakultät
- Abteilung für militärische Ausbildung[3]